# Subida al Naranco 2008
La Subida al Naranco 2008, quarantaduesima edizione della corsa, valida come evento del circuito UCI Europe Tour 2008 categoria 1.1, fu disputata il 1º maggio 2008 per un percorso totale di 152,9 km. Fu vinta dallo spagnolo Xavier Tondó con il tempo di 3h42'38" alla media di 41,207 km/h.
Furono 59 i ciclisti che portarono a termine il percorso.

## Ordine d'arrivo (Top 10)
| Pos. | Corridore           | Squadra        | Tempo    |
| ---- | ------------------- | -------------- | -------- |
| 1    | Xavier Tondó        | LA Aluminos    | 3h42'38" |
| 2    | Koldo Gil           | Liberty Seg.   | s.t.     |
| 3    | Stefano Garzelli    | Acqua & Sap.   | s.t.     |
| 4    | Julián Sánchez      | Contentpolis   | a 3"     |
| 5    | Jaume Rovira        | Extremadura    | a 4"     |
| 6    | Manuel Calvente     | Contentpolis   | a 8"     |
| 7    | Bruno Pires         | LA Aluminos    | a 20"    |
| 8    | John-Lee Augustyn   | Barloworld     | a 23"    |
| 9    | Javier Moreno       | Andalucía      | a 26"    |
| 10   | David García Dapena | Karpin Galicia | a 30"    |